# 祥傑
祥杰（英語：Russell Williams Aylsworth，英文名直译：拉塞尔·威廉斯·艾尔斯沃思，2001年4月16日—）是一名香港男子帆船运动员。祥杰在香港土生土长，父亲是美国人，母亲则是马来西亚华人。祥杰在9岁时受父亲和哥哥影响开始接触帆船运动，自小以参加奥运为目标。祥杰少年时期便与同样从事帆船的阿輝认识，2018年年中，两人正式开始合作参加49人级项目。其中阿辉在比赛时负责掌舵和航行线路，祥杰则负责控制速度和配合行动。两人曾在2021年尝试取得东京奥运资格但以微弱差距未能如愿。2022年，祥杰透过香港大学“顶尖运动员入学计划”进入该校就读工商管理学专业。2024年，祥杰与阿辉通过最终资格赛成功取得巴黎奥运资格，成为历史上首对参加男子49人级帆船小项的香港组合。